# Pär Lammers

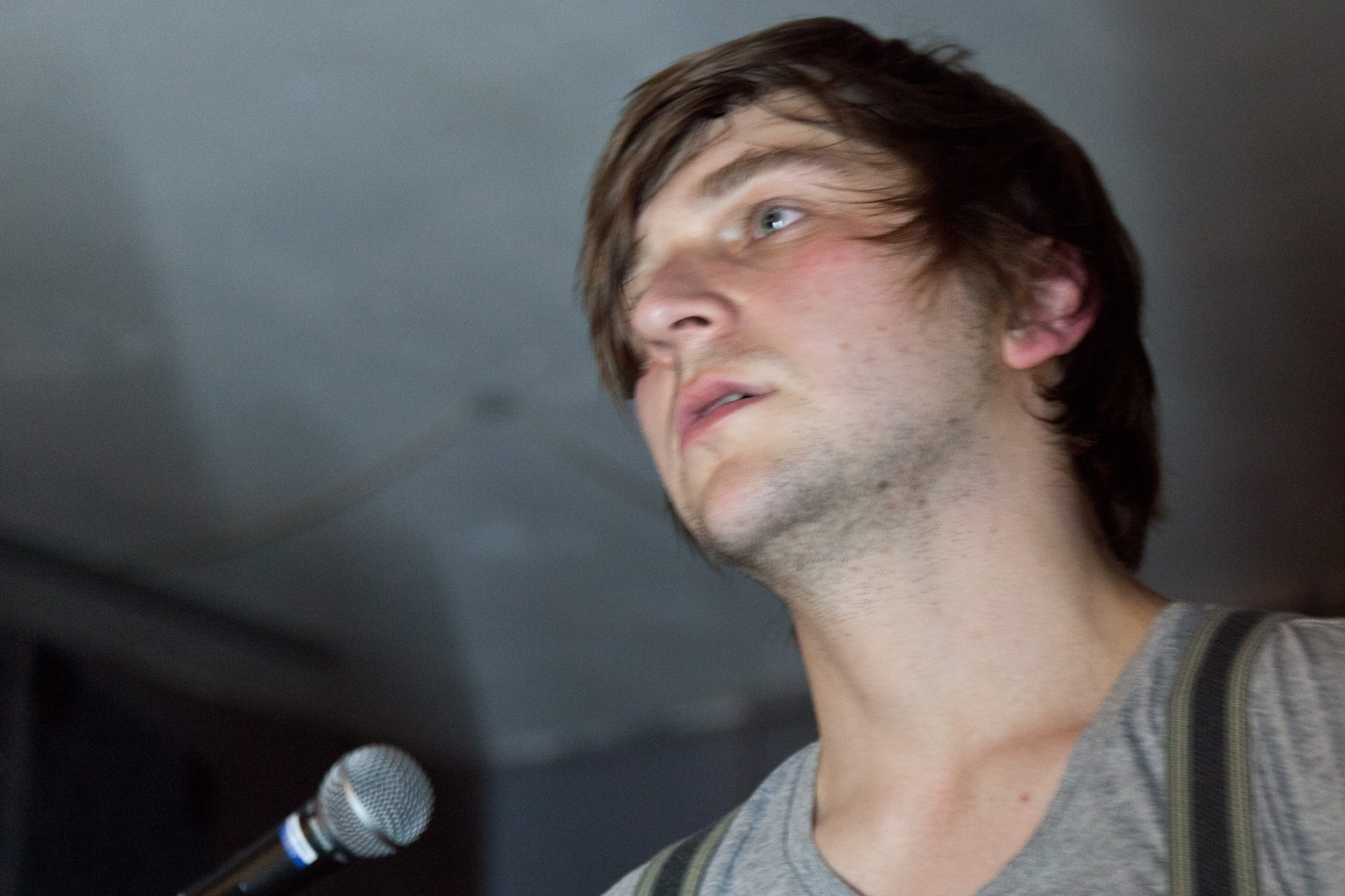
Pär Lammers bei einem Auftritt seiner Band Jack Beauregard, 2011

Pär Lammers (* 24. September 1982 in Hamburg-Eppendorf) ist ein deutscher Jazzmusiker, Komponist und Produzent.

## Leben und Wirken
Als Vierjähriger erhielt Lammers seinen ersten klassischen Klavierunterricht, im Alter von 14 Jahren kam Jazzpiano hinzu. Er erlernte zudem Schlagzeug bei Jörg Künzer und machte erste Banderfahrungen in seiner Geburtsstadt Hamburg. Später studierte Lammers Jazzpiano am Konservatorium von Amsterdam. Seine Lehrer waren Karel Boehlee, Kris Goessens, Rob van Bavel, John Taylor, Fred Hersch, Arnold Doyeweerd und Yuri Honing. Schlagzeugunterricht erhielt er bei Gerald Jeltes. Daneben bildete er sich auf Workshops von Musikern wie Richie Beirach, John Scofield, Barry Harris, Kurt Rosenwinkel, Jim Black und Bobby McFerrin weiter.
Pär Lammers spielt in verschiedenen Formationen, u. a. in einem nach ihm benannten Jazz-Pianotrio mit Marcel Krömker und Benni Wellenbeck, das 2005 gegründet wurde und ab 2006 beim Berliner Label Traumton die überwiegend von Lammers komponierten Alben All die bunten Schafe (2007), Hinten rechts der Regen (2008) und Komm doch vorbei (2009) aufnahm. Die Fachzeitschrift Jazz thing beurteilte das Pär Lammers Trio als „erfindungsreiche Musiker, die ein Faible für hübsche Melodien besitzen und diese mit gehöriger Verve aufputzen“. Die Arbeit der Musiker strotze vor neuen Ideen. Der Stern konstatierte bereits nach dem Debütalbum: „Es ist Jazz, und doch neu und jung.“ 2010 erschien vom Pär Lammers Trio außerdem das Fanlied Aux Armes für den FC St. Pauli auf dem Jubiläumssampler des Fußballvereins mit dem Titel St.Pauli-Einhundert.
Zusammen mit Daniel Schaub machte der Jazzmusiker als Komponist und Produzent des Debütalbums des gemeinsamen Projekts Jack Beauregard (Everyone Is Having Fun, 2009) auf sich aufmerksam. Die Frankfurter Allgemeine Zeitung beurteilte das Werk als „Elektro-Folk-Pop der feinen Art“. Der Indiepop-Autor PeterLicht schrieb: „Ein junger Held läuft mit einem noch nicht erkannten Ziel und weichen Schuhen über eine amorphe kristalline Struktur. Das könnte eine Welt sein. Das Licht bricht sich an den Flächen der Kristalle. In der Ferne eine große Sonne. Der junge Held öffnet seine alte Wildledertasche, die ihm über der Schulter hängt. Er greift hinein, streut es werfend aus wie ein van Goghscher Sämann. Händevoll hingeworfene Zeit.“ 2011 folgte das Album The Magazines You Read, auf dem der von ihnen bis dato erfolgreichste Song You Drew a Line enthalten ist; zu dem dritten Album von Jack Beauregard, Irrational steuerte die Band 'Deichkind' einen Remix zum Song Silvermine bei.
Lammers ist mit Schaub außerdem als Produzent für andere Musiker tätig; so produzierten sie Instrumentals für den Rapper Chakuza, veröffentlichten Remixe für Casper, Timid Tiger, die österreichische Band Neo Disco oder die französische Band Exsonvaldes.
Als Songwriter arbeitete er auch für Moonbootica und Lena. Neben seinem Wirken als Komponist und in verschiedenen Bands (mit The Little veröffentlichte er ebenso Alben) konzertiert Lammers als Pianist und Popmusiker in verschiedenen Formationen. Er lebt in Berlin.

## Diskografie (Auswahl)

### Eigene Projekte

#### Pär Lammers Trio
- All die bunten Schafe (Traumton, 2007)
- Hinten Rechts, der Regen (Traumton, 2008)
- Komm doch vorbei (Traumton, 2009)

#### Jack Beauregard
- Everyone Is Having Fun (tapete, 2009)
- The Magazines You Read (tapete, 2011)
- Irrational (tapete, 2013)

#### The Little
- Giant (typeg, 2008)
- Monster King (Traumton, 2010)

## Einzelbelege
1. ↑  Jazz thing #81, 11/2009
2. ↑  Der Stern/Neonmagazin 20. Oktober 2006
3. ↑  Tapeterecords.de: Jack Beauregard (NL/D). Abgerufen am 8. Februar 2011.

| Personendaten    | Personendaten                                  |
| ---------------- | ---------------------------------------------- |
| NAME             | Lammers, Pär                                   |
| KURZBESCHREIBUNG | deutscher Jazzmusiker, Komponist und Produzent |
| GEBURTSDATUM     | 24. September 1982                             |
| GEBURTSORT       | Hamburg-Eppendorf                              |